# Marie-Thérèse Cuny
Pour les articles homonymes, voir Cuny.
Marie-Thérèse Cuny est écrivaine, scénariste, traductrice, prête-plume/écrivaine fantôme et présentatrice de télévision française, collaboratrice de Jacques Antoine et Pierre Bellemare.

## Biographie
Française d'origine lorraine, Marie-Thérèse Cuny a été élevée à Casablanca dans le quartier Bourgogne. Elle raconte son enfance et son adolescence dans un livre semi-autobiographique La petite fille de Dar El Beida, paru en 1979. Issue d'une fratrie de quatre enfants elle est la sœur du réalisateur et auteur Jean-Pierre Cuny .
Bien que discrète et peu connue du grand public, Marie-Thérèse Cuny est l’une des écrivaines françaises les plus prolifiques du XXe siècle. Elle a écrit plus de 300 livres et documents, traduits en six langues pour un total de 1 240 publications. Ses livres sont présents dans plus de 7 000 bibliothèques à travers le monde,. Quasiment l'intégralité des livres et biographies qu’elle a écrits ou traduits, portent sur le droit des femmes (sécurité, dignité, etc.) et « les personnes fragilisées par les circonstances de la vie et rendues muettes » par la société.

## Présentatrice TV
Marie-Thérèse Cuny présentera l’émission La Chasse aux trésors pendant quinze épisodes.

## Auteure de livres (liste non-exhaustive)
- La petite fille de Dar el Beida, éditions Fixot, 1979 ; Réédition par France Loisirs.
- Blood Stains - A Child of Africa Reclaims Her Human Rights de Khady, Marie-Thérèse Cuny et Tobe Levin
- Les larmes du père Noël de Marie-Jo Audouard et Marie-Thérèse Cuny
- Le Quartier des maudites de Maud Marin et Marie-Thérèse Cuny
- Un silence de chien de Marie-Thérèse Cuny
- "J'avais douze ans..." de Sabine Dardenne et Marie-Thérèse Cuny (Chronique de l'affaire Dutroux), Oh ! Éditions, 2004
- Brûlée vive de Souad et Marie-Thérèse Cuny
- On n'est pas sérieux quand on a dix-sept ans de Barbara Samson et Marie-Thérèse Cuny
- J'ai commencé par un joint d'Hélène et Marie-Thérèse Cuny
- Moi, Phoolan Devi, reine des bandits dicté par Phoolan Devi, retranscrit par Marie-Thérèse Cuny, éditions Fixot, 2001
- Elle dort dans la mer en collaboration avec Louise Longo
- Jamais je ne t'oublierai en collaboration avec Betty Schimmel
- Un coup d'oeil dans le rétroviseurs en collaboration avec Alain Afflelou
- Trésors (1984)
- Une garce
- Paroles de femmes en collaboration avec Annie Girardot
- Déshonorée en collaboration avec Mai Mukhtar
- J'ai gardé la tête haute, 8 ans d'horreur dans les prisons libyennes en collaboration avec Kristyana Valcheva
- Le cri de la mouette en collaboration avec Emmanuelle Laborit
- On achève bien nos vieux en collaboration avec Jean-Charles Escribano
- Ce que je ne peux pas vous dire : Vingt-six collègiens et collègiennes parlent, en collaboration avec Sylvie Angel
- Ce matin j'ai décidé d'arrêter de manger
- Mon seigneur et maître, en collaboration avec Tehmina Durrani
- Tristes plaisirs, en collaboration avec Maud Marin
- Le saut de l'ange, en collaboration avec Maud Marin
- Mon cœur qui bat n'est pas le mien, en collaboration avec Aline Feuvrier-Boulanger
- Le prix du sang, en collaboration avec Agnès, Patrice et Stéphane Gaudin

## Collaboration avec Pierre Bellemare
- Les tueurs diaboliques (Calman Levy)
- C'est arrivé un jour, tome 1, 2 et 3 de Marie-Thérèse Cuny, Pierre Bellemare et Jean-Paul Rouland
- Les dossiers extraordinaires
- Quand les femmes tuent tomes 1 et 2
- Au nom de l'amour : 59 histoires de passion
- Suspens tomes 1 et 2
- Les amants diaboliques : 55 récits passionnément mortels
- Marqués par la gloire : 23 destins exceptionnels
- Les assassins sont parmi nous
- L'année criminelle : 80 histoires extraordinaires de l'année, tomes 1 et 2
- Instant crucial, Les stupéfiants rendez-vous du hasard. de Pierre Bellemare, Marie-Thérèse Cuny, Jean-Marc Épinoux et Jean-François Nahmias
- La peur derrière la porte, tomes 1 et 2
- Issue fatale : 74 histoires inexorables
- Instinct mortel
- Dossiers secrets : 54 histoires étranges

## Adaptation et traduction de livres étrangers pour lecteurs francophones
- Jamais sans ma fille de Betty Mahmoody (1988)
- Survivre avec les loups de Misha Defonseca, Vera Lee et Marie-Thérèse Cuny
- Les filles de Sultanat de Jean P. Sasson (1996)
- Survive - stories of Castways and cannibals

## Scénariste de films et séries télévisées
- La voisine (1997), film sous la direction de Luc Béraud
- SOS disparus (1990), série TV, trois épisodes
- Liste noire (1984), film sous la direction d'Alain Bonnot avec Annie Girardot dans le rôle principal
- De mémoire d'homme, série TV, deux épisodes, avec Pierre Bellemare dans le rôle de l’enquêteur
- Le jour où j'ai brûlé mon coeur, 2018, d'après le livre de Jonathan Destin en collaboration avec Marie-Thérèse Cuny.

## Sources
- (en) « Marie-Therese Cuny », sur Simon & Schuster (consulté le 31 décembre 2023)
- http://www.babelio.com/auteur/Marie-Therese-Cuny/3266
- IMDb : https://www.imdb.com/name/nm0192498/
- http://www.mollat.com/livres/phoolan-devi-moi-phoolan-devi-reine-des-bandits-document-9782876453203.html